# Henryk Pawelec
Henryk Pawelec ps. Andrzej (ur. 6 kwietnia 1921 we Wzdole Rządowym, zm. 30 maja 2015) – żołnierz Armii Krajowej, polski działacz emigracyjny.

## Życiorys
Walczył w kampanii wrześniowej. Od października 1939 był członkiem konspiracji. Służył jako żołnierz AK, był dowódcą zwiadu konnego w oddziale AK Wybranieccy pod dowództwem Mariana Sołtysiaka ps. „Barabasz”, i zgrupowaniu Ponurego, następnie w 4 Pułku Piechoty Legionów AK. Dowódca oddziału NIE. Od 1946 w II Korpusie PSZ na Zachodzie. Działacz polonijny w Wielkiej Brytanii, m.in. pracownik Instytutu Sikorskiego. Odznaczony Orderem Virtuti Militari V kl. i dwukrotnie Krzyżem Walecznych. Wrócił do Polski w 1992 roku.
Oskarżony przez część środowiska kombatantów o zniesławienie dowódcy „Wybranieckich”, „Barabasza” w wywiadzie dla „Tygodnika Powszechnego” w 2011 r. Kwestionowane wypowiedzi dotyczyły m.in. mordów na Żydach, dokonywanych za wiedzą lub na rozkaz dowódcy oddziału, zabójstwom z pobudek osobistych oraz napaści na majątek hrabiny Mycielskiej. Orzeczeniem sądu koleżeńskiego kieleckiego oddziału Światowego Związku Żołnierzy AK został wykluczony z organizacji. Sąd nie zezwolił Pawelcowi na powołanie jako świadków historyków, rozprawa toczyła się 7 lutego 2012 za zamkniętymi drzwiami, a uzasadnienie wyroku nie zostało upublicznione. List otwarty w obronie Pawelca opublikowany przez Bogdana Białka, prezesa Stowarzyszenia im. Jana Karskiego, podpisało sto kilkadziesiąt osób.
Był bohaterem filmu dokumentalnego Byłem żołnierzem z 2008 w reżyserii Małgorzaty Bednarskiej

## Ordery i odznaczenia
- Krzyż Srebrny Orderu Virtuti Militari
- Krzyż Oficerski Orderu Odrodzenia Polski[10]
- trzykrotnie Krzyż Walecznych
- dwukrotnie Odznaka za Rany i Kontuzje[11]